# Frances Drake
Pour les articles homonymes, voir Drake.
Frances Drake est une actrice américaine, née Frances Dean le 22 octobre 1912 à New York (État de New York), morte le 18 janvier 2000 à Irvine (Californie).

## Biographie
Ayant notamment suivi une formation au Royaume-Uni, elle y débute au cinéma (sous son nom de naissance) dans deux films britanniques, sortis en 1933. De retour aux États-Unis — où elle adopte le pseudonyme de Frances Drake —, son premier film américain (tourné en espagnol) sort également en 1933 ; le deuxième est Bolero (1934), avec George Raft et Carole Lombard. Si elle a dans ces quatre premiers films des rôles secondaires, elle obtient en revanche le premier rôle féminin dans le suivant, El Matador (film, 1934) (1934), où elle retrouve George Raft. Au total, elle collabore à seulement vingt-cinq films (dont vingt-trois américains), le dernier sorti en 1942 (The Affairs of Martha, troisième réalisation de Jules Dassin). Elle se retire alors définitivement, pour se consacrer à sa famille.
Deux des films les plus connus de Frances Drake sortent en 1935 : elle est Éponine dans Les Misérables — adaptation du roman bien connu de Victor Hugo —, avec Fredric March (Jean Valjean) et Charles Laughton (Javert) ; et elle tient à nouveau le premier rôle féminin dans Les Mains d'Orlac, avec Peter Lorre.
Pour sa contribution au cinéma, une étoile lui est dédiée sur le Walk of Fame d'Hollywood Boulevard.

## Filmographie complète
Films américains, sauf mention contraire
- 1933 : Meet my Sister (en) de John Daumery (film britannique)
- 1933 : The Jewell (en) de Reginald Denham (film britannique)
- 1933 : No dejes la puerta abierta de Frank R. Strayer et Miguel de Zárraga (film américain, tourné en espagnol)
- 1934 : Bolero de Wesley Ruggles
- 1934 : El Matador (The Trumpet Blows) de Stephen Roberts
- 1934 : La Demoiselle du téléphone (Ladies should Listen) de Frank Tuttle

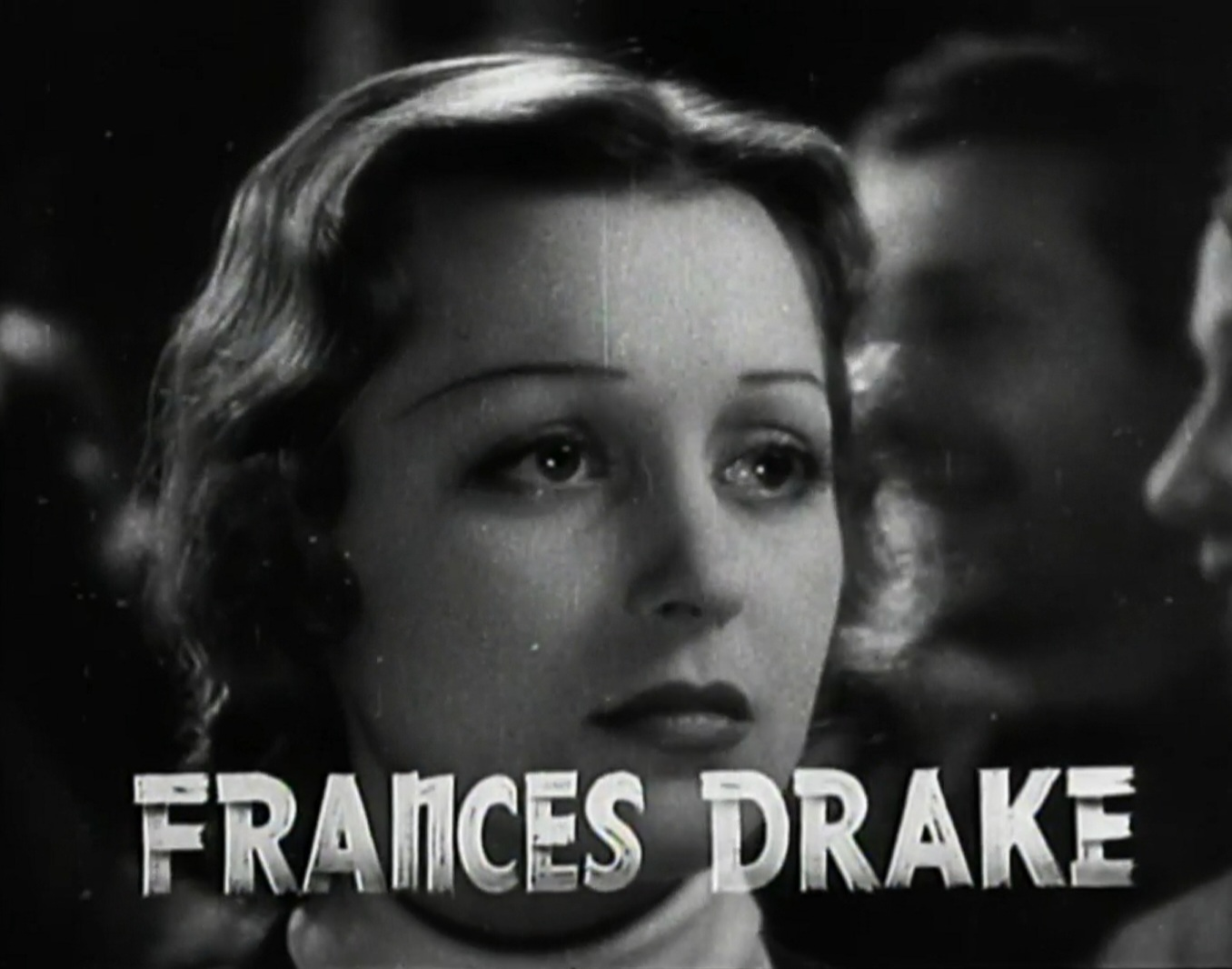
Dans Les Mains d'Orlac (1935)

- 1934 : Souvent femme varie (Forsaking All Others) de W.S. Van Dyke
- 1935 : Transient Lady d'Edward Buzzell
- 1935 : Les Misérables (titre original) de Richard Boleslawski
- 1935 : Les Mains d'Orlac (Mad Love) de Karl Freund
- 1935 : Without Regret d'Harold Young
- 1936 : Le Rayon invisible (The Invisible Ray) de Lambert Hillyer
- 1936 : L'Homme sans visage (Preview Murder Mystery) de Robert Florey
- 1936 : Florida Special de Ralph Murphy
- 1936 : And Sudden Death de Charles Barton
- 1936 : I'd give my Life d'Edwin L. Marin
- 1937 : Un taxi dans la nuit (Midnight Taxi) d'Eugene Forde
- 1937 : Brelan d'as (You can't have Everything) de Norman Taurog
- 1937 : Aventure en Espagne (Love Under Fire) de George Marshall
- 1937 : She Married an Artist de Marion Gering
- 1938 : Miss catastrophe (There's always a Woman) d'Alexander Hall
- 1938 : The Lone Wolf in Paris (en) d'Albert S. Rogell
- 1939 : Le monde est merveilleux (It's a Wonderful World) de W.S. Van Dyke
- 1940 : Cette femme est mienne (I take this Woman) de W.S. Van Dyke
- 1942 : The Affairs of Martha de Jules Dassin

## Note
1. ↑  Certaines sources indiquent (à tort) 1908 comme année de naissance.